# Ривер-оф-Пондс
Ривер-оф-Пондс (англ. River of Ponds) — містечко в Канаді, у провінції Ньюфаундленд і Лабрадор.

## Населення
За даними перепису 2016 року, містечко нараховувало 215 осіб, показавши скорочення на 5,7%, порівняно з 2011-м роком. Середня густина населення становила 45,8 осіб/км².
З офіційних мов обидвома одночасно володіли 5 жителів, тільки англійською — 215.
Працездатне населення становило 46,9% усього населення, рівень безробіття — 40% (30% серед чоловіків та 60% серед жінок). 80% осіб були найманими працівниками, а 13,3% — самозайнятими.

## Клімат
Середня річна температура становить 2,6°C, середня максимальна – 18,1°C, а середня мінімальна – -13,4°C. Середня річна кількість опадів – 1 089 мм.
| Клімат поселення                              | Клімат поселення | Клімат поселення | Клімат поселення | Клімат поселення | Клімат поселення | Клімат поселення | Клімат поселення | Клімат поселення | Клімат поселення | Клімат поселення | Клімат поселення | Клімат поселення | Клімат поселення |
| Показник                                      | Січ.             | Лют.             | Бер.             | Квіт.            | Трав.            | Черв.            | Лип.             | Серп.            | Вер.             | Жовт.            | Лист.            | Груд.            |                  |
| Середній максимум, °C                         | −4,34            | −5,18            | −1,4             | 4,34             | 8,87             | 13,24            | 16,99            | 18,06            | 13,60            | 8,27             | 3,42             | −1,99            |                  |
| Середня температура, °C                       | −8,41            | −9,27            | −5,49            | 0,24             | 4,79             | 9,16             | 13,98            | 15,07            | 10,61            | 5,27             | 0,43             | −4,99            |                  |
| Середній мінімум, °C                          | −12,53           | −13,36           | −9,59            | −3,86            | 0,69             | 5,06             | 10,98            | 12,04            | 7,58             | 2,28             | −2,59            | −8               |                  |
| Норма опадів, мм                              | 113              | 86               | 73               | 54               | 73               | 93               | 103              | 103              | 105              | 99               | 90               | 97               |                  |
| Середньомісячна швидкість вітру, м/с          | 6.11             | 5.70             | 5.64             | 5.27             | 4.77             | 4.57             | 4.30             | 4.47             | 5.03             | 5.37             | 5.85             | 6.24             |                  |
| Середньомісячна сонячна радіація, кДж/м²·день | 3272             | 6389             | 10896            | 14732            | 17733            | 19044            | 18382            | 15447            | 11175            | 6582             | 3580             | 2438             |                  |
| --------------------------------------------- | ---------------- | ---------------- | ---------------- | ---------------- | ---------------- | ---------------- | ---------------- | ---------------- | ---------------- | ---------------- | ---------------- | ---------------- | ---------------- |
| Джерело:                                      |                  |                  |                  |                  |                  |                  |                  |                  |                  |                  |                  |                  |                  |